# Pesztreci járás

A Pesztreci járás Tatárföldön

A Pesztreci járás (oroszul Пестречинский район, tatárul Питрәч районы) Oroszország egyik járása Tatárföldön. Székhelye Pesztreci.

## Népesség
- 1989-ben 28 469 lakosa volt.
- 2002-ben 28 454 lakosa volt.
- 2010-ben 29 023 lakosa volt, melyből 16 550 tatár, 11 666 orosz, 113 csuvas, 81 ukrán, 28 baskír, 26 udmurt, 17 mari, 17 mordvin.